# Mariani (banda)
Mariani foi uma banda de rock psicodélico dos anos 60 e inicio dos 70. Formada em Austin, Texas, ela leva o sobrenome do baterista da banda (Vince Mariani). No seu auge (final dos anos 60), a banda chegou a dividir o palco com bandas consagradas, como ZZ Top e Bloodrock em seu estado natal, Texas.
A banda ficou conhecida anos mais tarde por ter sido a primeira banda do guitarrista estadunidense Eric Johnson, então com 15 anos.
Em 2001, apenas 100 cópias de um LP (Perpetuum Mobile), gravado em 1970, foram prensadas. Por conta de sua raridade, ele chegou a ser vendido por US$3.000,00. Em 2012, o álbum foi relançado, com novas músicas.

## Biografia
Em 1969, a pequena gravadora "Sonobeat Records", queria formar uma nova banda para repetir o sucesso alcançado por Johnny Winter em seu álbum The Progressive Blues Experiment (posição de #49 na Billboard) lançado sob o seu selo. Bill Josey Sr., produtor musical e um dos donos da gravadora, contactou o requisitado baterista Vince Mariani, que prontamente aceitou participar do projeto.
Meses depois, a gravadora recrutou Eric Johnson (por indicação do Vince), um então desconhecido guitarrista de 15 anos, para se juntar a banda. O baixista Bob Trenchard foi o escolhido para assumir o baixo da banda, que ainda não tinha nome.
No outono de 1969, eles decidiram que a banda se chamaria Mariani, uma vez que Vince Mariani era um baterista bastante conhecido no Texas. Bill Josey Sr. sugeriu que a banda gravasse algumas demos, antes da gravação do álbum. Assim, a banda gravou duas demos instrumentais sem nome. Pouco tempo depois de gravar as faixas demo, o músico Bob Trenchard deixou a banda, logo substituído pelo baixista e vocalista Jay Podolnick.
Em 1970, a banda gravou seu primeiro single, intitulado "Re-Birth Day". A canção foi composta por Vince e Eric com letra de Herman M. Nelson, com back-vocal de Jay. Mais tarde, a banda gravaria outro single "Memories Lost and Found".
Depois da gravação dos dois singles, Jay Podolnick foi substituído por Jimmy Bullock no baixo e Bill Wilson, um aviador, nos vocais. Darrell Peal também se juntaria a banda. Antes de gravar o álbum Perpetuum Mobile, a banda gravaria mais quatro demos, sendo duas longas jams instrumentais. Finalmente o álbum é gravado, com apenas 100 cópias prensadas. Em 2008, uma destas 100 cópias foi vendida no eBay em 2008 por $ 2850. Nesta cópia, há um recado do Vince: "Esta é uma das 100 copias gravadas. É, por isso, um grande item de colecionável nesta e em outras galáxias."

### Membros
- Eric Johnson - vocais, guitarras
- Vince Mariani[8] - compositor. vocais e baterista
- Jay Podolnick - baixo, vocais

### Ex-integrantes
- Bill Wilson - vocais
- Darrell Peal - vocais

## Discografia
- 1970 - Memories - Re-Birthday (LP - single)
- 1970 - Perpetuum Mobile[9] (O álbum foi gravado em 1970, mas lançado em 2001)
- 2012 - Perpetuum Mobile (bonus Tracks)